# Charles Heywood

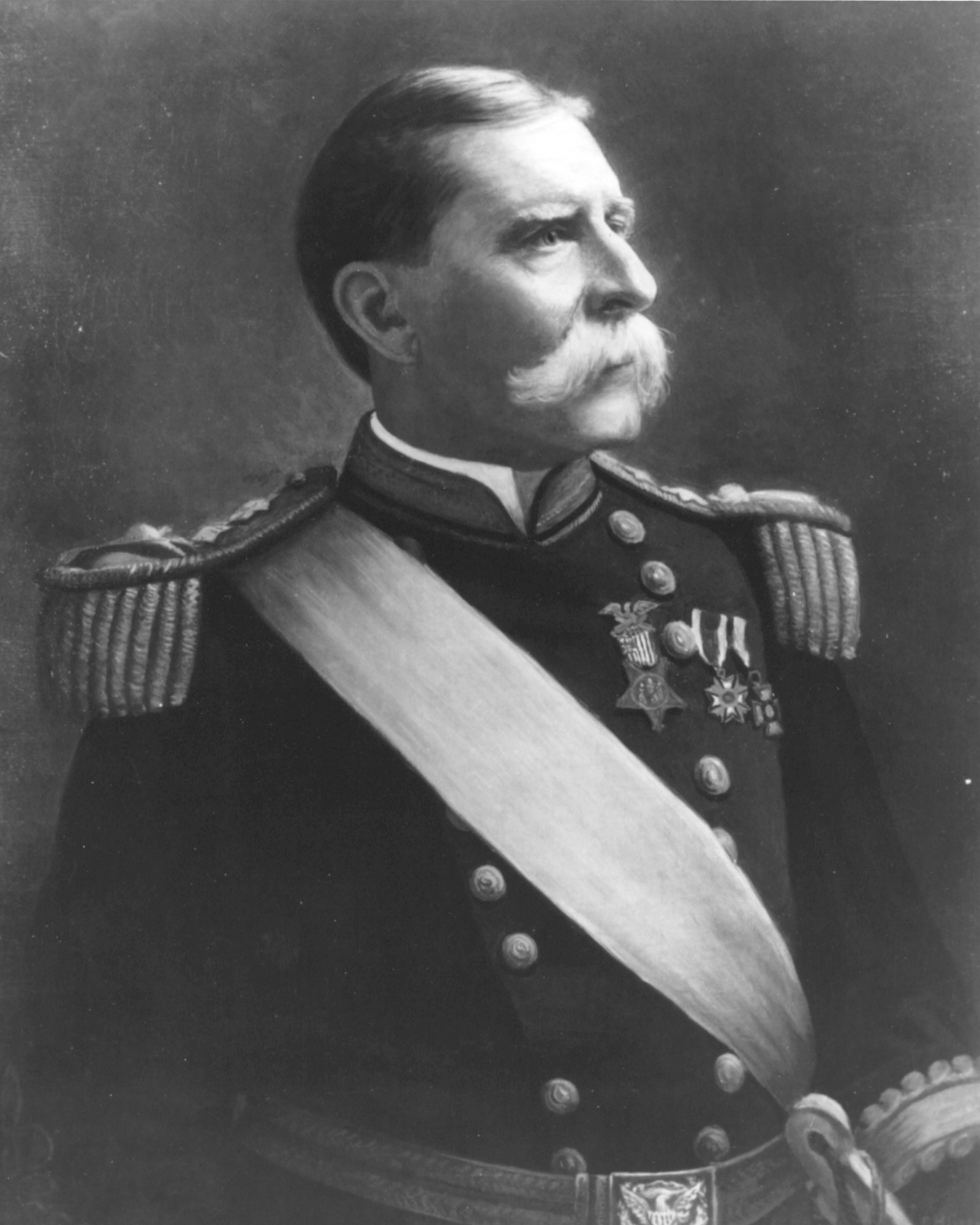
Charles Heywood

Major General, USMC

Charles Heywood, genannt Charley Heywood und Boy Colonel (* 3. Oktober 1839 in Waterville, Maine; † 26. Februar 1915 in Washington, D.C.) war der neunte Commandant des U.S. Marine Corps. Er diente mehr als 45 Jahre im Corps und war der erste Offizier der Marines, der den Rang eines Generalmajors (Major General) erreichte. Während seiner Zeit als Befehlshaber verdreifachte sich die Personalstärke der Truppe von 2.175 auf 7.810 Offiziere und Soldaten.

## Leben
Charles Heywood wurde am 3. Oktober 1839 in Waterville, Maine, als Sohn von Charles Heywood (1803 bis 1853), einem Leutnant der U. S. Navy, der sich bei der Verteidigung von San José del Cabo im Mexikanisch-Amerikanischen Krieg ausgezeichnet hatte, und seiner Frau Antonia, geb. Delgardo, geboren. Er hatte eine jüngere Schwester (Antonia) und einen jüngeren Bruder (Rafael „William“ Boothby, im Kindesalter verstorben). Heywood heiratete am 25. Oktober 1866 Caroline „Carrie“ W., geb. Bacon. Das Ehepaar blieb kinderlos.
Nach dem amerikanischen Bürgerkrieg (1861 bis 1865) trat Heywood dem militärischen Orden der Loyal Legion of the United States (eine Traditionsvereinigung von Offizieren der Union) bei.
Elf Jahre nach seinem Eintritt in den Ruhestand (1903) am 26. Februar 1915, starb Heywood an den Folgen einer chronischen Herzkrankheit im Alter von 75 Jahren in Washington, D.C. Er wurde auf dem Ehrenfriedhof Arlington National Cemetery beigesetzt.

## Militärischer Werdegang

### Frühe Jahre
Heywood wurde am 5. April 1858 in New York zum Leutnant des Marine Corps ernannt (commissioned). Er war zunächst in den Marines Kasernen in Washington, DC. und Brooklyn, New York stationiert. Er wurde 1858 bei den Quarantäne-Unruhen auf Staten Island eingesetzt. Sondereinsätze führten ihn auf USS Niagara und USS St. Louis, wobei Aktionen gegen Freibeuter in Zentralamerika ausgeführt wurden. Er ging im Januar 1860 in Aspinwall (dem späteren Colón), Panama, von Bord und wurde auf die Sloop USS Cumberland, Flaggschiff des Geschwaders vor Vera Cruz, Mexiko kommandiert. Im März 1861 nahm er auf der Cumberland an der Zerstörung der Norfolk Navy Yard im amerikanischen Bürgerkrieg teil.
Im Mai 1861 wurde Heywood zum Oberleutnant (first lieutenant) befördert. Als solcher war er an der Landung der Marines bei Cap Hatteras mit Einnahme von Fort Clark und Fort Hatteras beteiligt. Im November des Jahres folgte die Beförderung zum Hauptmann. Im Winter 1861–62 nahm er an einigen kleineren Operationen am James River teil. Im Gefecht zwischen USS Cumberland und CSS Virginia im März 1862 zeichnete er sich als Führer der Heckgeschütze, die den letzten Schuss feuerten, bevor das Schiff mit wehender Flagge sank und Heywood sich mit einem Sprung von Bord rettete, besonders aus. Er wurde mit dem Rang eines Majors ehrenhalber belohnt.

### Stabsoffizier
Einige Zeit war es Heywoods Aufgabe, see- und landgestützt die Aktivitäten des umtriebigen Kaperschiffs CSS Alabama zu beenden. Anschließend bewarb er sich um einen Einsatz auf USS Hartford, auf der er im Geschwader des westlichen Golfs verantwortlicher Offizier der Marines wurde. Er wurde ferner an Land in Pensacola und erneut an Bord der USS Hartford (mit Teilnahme am Gefecht in der Mobile Bay) verwendet. Wegen Tapferkeit erhielt er den Rang eines Oberstleutnants ehrenhalber.
Es folgten Verwendungen im Mittelmeer und im Nordatlantik, Landverwendungen in Washington, Norfolk und Brooklyn, dann das Kommando über die Marine Barracks in Washington, D.C. Am 1. November 1876 wurde er, zehn Jahre nach der Beförderung ehrenhalber, zum ordentlichen Major ernannt. Nach einem Einsatz bei den Arbeiterunruhen von 1877, zahlreichen verschiedenen Aufgaben in Mare Island, Kalifornien und Brooklyn organisierte er im April 1885 innerhalb von 24 Stunden eine Marines Abteilung von 250 Mann, um zusammen mit Marineeinheiten den Isthmus von Panama für freien Transit freizumachen. Er wurde am 9. März 1888 zum ordentlichen Oberstleutnant befördert.

### Befehlshaber
Heywood wurde am 30. Januar 1891 unter Beförderung zum Oberst Commandant des Marine Corps. Er widmete sich der systematischen Steigerung der Kampfkraft der Marines durch Verbesserung in Ausbildung und Ausrüstung. Er führte ein Prüfungssystem für Offiziere und zu deren Vorbereitung Offiziersschulen ein. Er baute das Netz der Stützpunkte der Marines von 12 auf 21 aus, wobei stets Kasernen und Offiziersunterkünfte neu errichtet wurden.
Im März 1899 wurde Heywood durch einen besonderen Kongressbeschluss zum Brigadegeneral und am 2. Juli 1902 zum Generalmajor befördert. Im Alter von 64 Jahren, nach mehr als 45 Dienstjahren, ging Heywood am 3. Oktober 1903 in den Ruhestand.

## Ehrungen

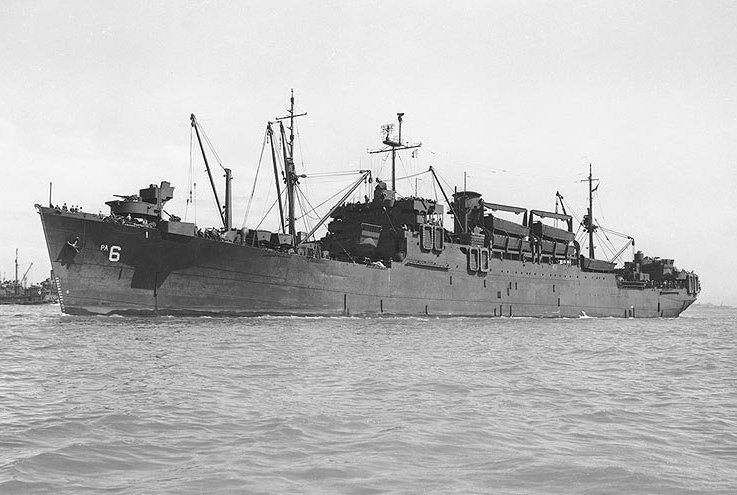
USS Heywood (APA-6)

Zu Ehren von Charles Heywood trugen bzw. tragen dessen Namen:
- USS Heywood (APA-6), ein amphibischer Truppentransporter (ex-Steadfast, ex-City of Baltimore), bei der U.S. Navy in Dienst vom 7. November 1940 bis 12. April 1946,
- die Heywood-Klasse, die den Typ des Angriffstruppentransporters der U.S. Navy im Zweiten Weltkrieg kategorisiert,
- die Heywood Hall in der Marine Corps Base Quantico, Virginia.